# 촐리코펜-베른 철도
촐리코펜-베른 철도(Zollikofen–Bern railway)는 스위스 베른주에 있는 미터궤 및 전기 철도 노선이다.

## 역사
원래 약 8km 길이의 철도 노선은 1912년 7월 13일 이전의 베른-촐리코펜 철도에 의해 개통되었다. 1922년 1월 1일부터 운영은 졸로투른-촐리코펜-베른 철도(SZB)가 맡았다.
1965년 베른시에 노선이 재건되고, 1974년 1.16km 길이의 촐리코펜- 운터촐리코펜 구간이 폐쇄되면서 현재 5.35km 길이가 되었다. 붸브라이펜과 베른 사이를 졸로투른-붸브라우펜 철도와 붸브 도르프-붸브라우펜 철도의 열차가 공유한다.
3개 노선 모두 1984년 1월 1일부터 베른-졸로투른 지역교통(RBS)에 의해 운영되었으며, 베른 S-반에 통합되었다. 운터촐리코펜으로 가는 노선은 S9 노선에서 운행된다. 붸브라우펜은 운영 센터이며, 창고 및 작업장의 위치이기도 하다. 대조적으로, 운터촐리코펜의 현재 종착역에는 단일 플랫폼 가장자리가 있는 막다른 트랙이 하나뿐이다.